# Jones (motorfiets)
Jones is de naam van drie Britse historische merken van motorfietsen.

## Jones 1904
In 1904 werden in het Verenigd Koninkrijk eenvoudige motorfietsen met een Coronet-inbouwmotor geleverd. 

## Jones 1936
In 1936 bouwde G.H. Jones een prototype van een autocycle. Hij deed dat in samenwerking met Villiers, dat ook de voor dit project ontwikkelde 98cc-tweetaktmotor leverde. De trapperas van de motor liep door de koppeling, maar dat was de Achilleshiel van de machine, omdat de trapperas bij een val kon verbuigen. Van het project werd niets meer vernomen, maar de motor bleef in productie als de "Villiers Junior". 

## Jones 1947
De technicus Dennis Jones ontwikkelde na de Tweede Wereldoorlog verschillende racemotoren, die nooit in serie geproduceerd werden. 
Al in 1942, toen hij bij Rolls-Royce werkte, had hij een 496cc-viercilinder tweetakt met liggende cilinders en een Roots compressor ontwikkeld. In 1947 bouwde Jones een 247cc-tweecilinder kopklepper. Uit dit model ontwikkelde hij een viercilinder, die echter pas in de jaren zestig klaar was. In 1948 ontwierp hij een motorfiets met een plaatframe dat tevens gereedschapsbak en tank vormde. De 247cc-motor had twee liggende cilinders en kopkleppen. Halverwege de jaren vijftig koppelde Jones twee tweecilinder tweetaktmotoren om een racer te maken, die echter niet succesvol was.